# ルーク・ヘミングス
ルック・ヘミングス（Luke Hemmings、1996年7月16日 - ）は、オーストラリアのシンガーソングライター、ミュージシャン、モデル。ポップ・ロックバンド、ファイヴ・セカンズ・オブ・サマーのメンバーである。

## 来歴
ニューサウスウェールズ州ホークスベリー地区のフリーマンズリーチ郊外で育った。父は元保守作業員、母親は会計士から高校の数学教師になり、現在は写真家である。
2011年、14歳の頃にヘミングスは「hemmo1996」というユーザー名でYouTubeにてマイク・ポズナー「プリーズ・ドント・ゴー」のカバー動画を同年の2月3日に投稿した。ヘミングスのカバーがプラットフォームで注目を集め始めたとき、彼はフッドとクリフォード、最終的にアーウィンをビデオに参加させ、ファイヴ・セカンズ・オブ・サマーを結成。
バンド以外での活動が目立ちヘミングスはモデルとして様々なショーや雑誌に出演している。

## 私生活
2015年、ヘミングスはカイリー・ジェンナーの誕生日パーティーでソーシャルメディアインフルエンサーの女性と出会い、関係を再び開始した。2017年5月に関係を終了した、2018年8月、ヘミングスが歌手のシエラ・ディートンと付き合っていることが判明した。現在ロサンゼルスにて一緒に暮らしている。

## ディスコグラフィー

### 曲
| 年   | タイトル             | アーティスト     | アルバム         | 備考                                                             |
| ---- | -------------------- | ---------------- | ---------------- | ---------------------------------------------------------------- |
| 2014 | "Teenage Queen"      | SUPER JUNIOR-D&E | RIDE ME          | Composer                                                         |
| 2017 | "Who's Laughing Now" | Goldfinger       | The Knife        | Composer                                                         |
| 2019 | "Forgive"            | Gnash            | Non-album single | Co-writer, Composer, Guitar, Instrumentation, Programmer, Vocals |